# Sultan Ibrahim Mirza

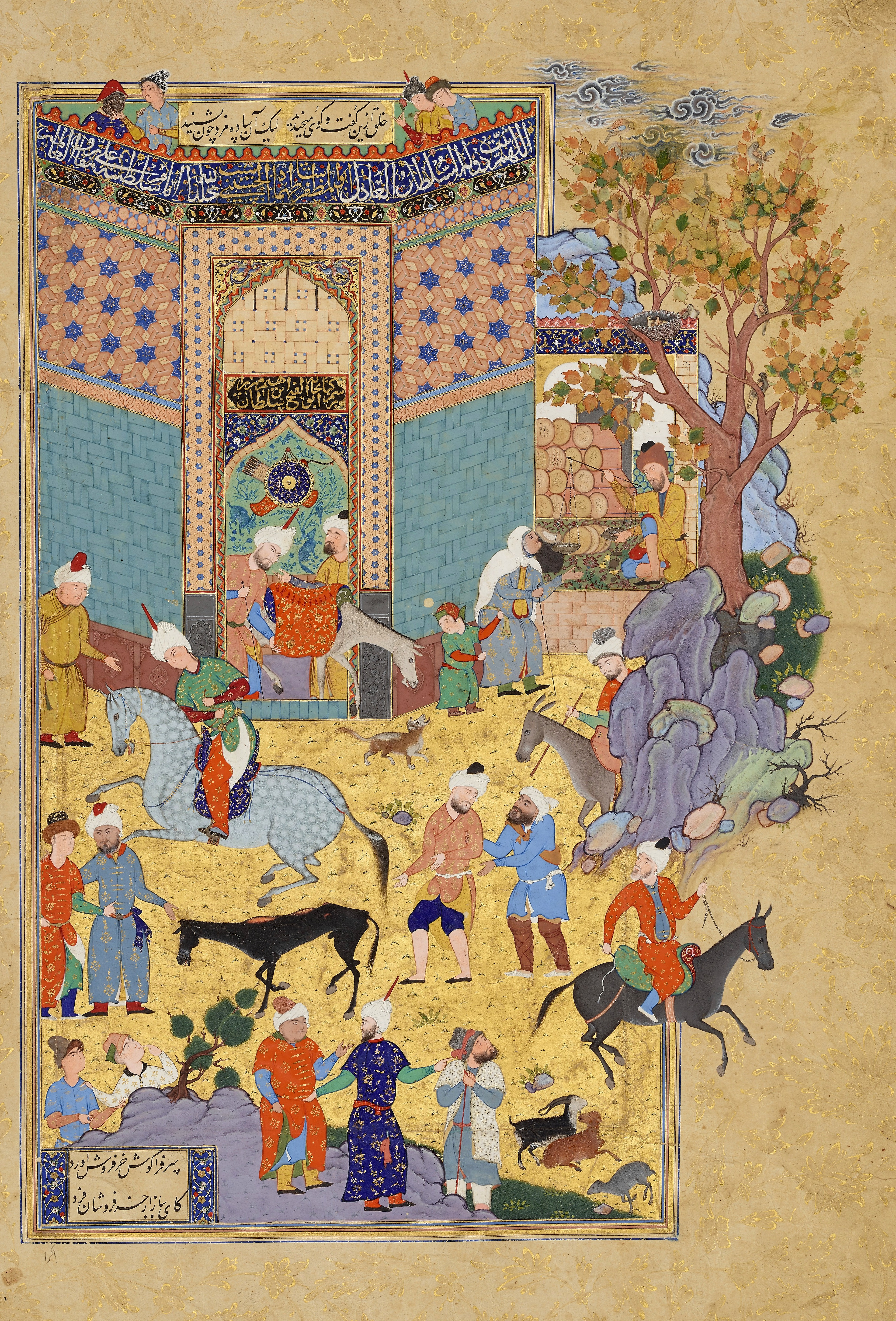
Mirza Ali, La Vente de l'âne, miniature des Sept Trônes de Djami. Les spécialistes sont d'avis que le jeune prince monté sur un destrier gris pommelé est une représentation du prince Ibrahim Mirza, âgé alors de seize ans. Freer Gallery of Art de Washington.

Sultan Ibrahim Mirza (en persan : ابوالفتح سلطان ابراهیم میرزا), né en avril 1540 et mort le 23 février 1577, est un prince séfévide qui fut lui-même artiste, poète et patron des arts.

## Biographie

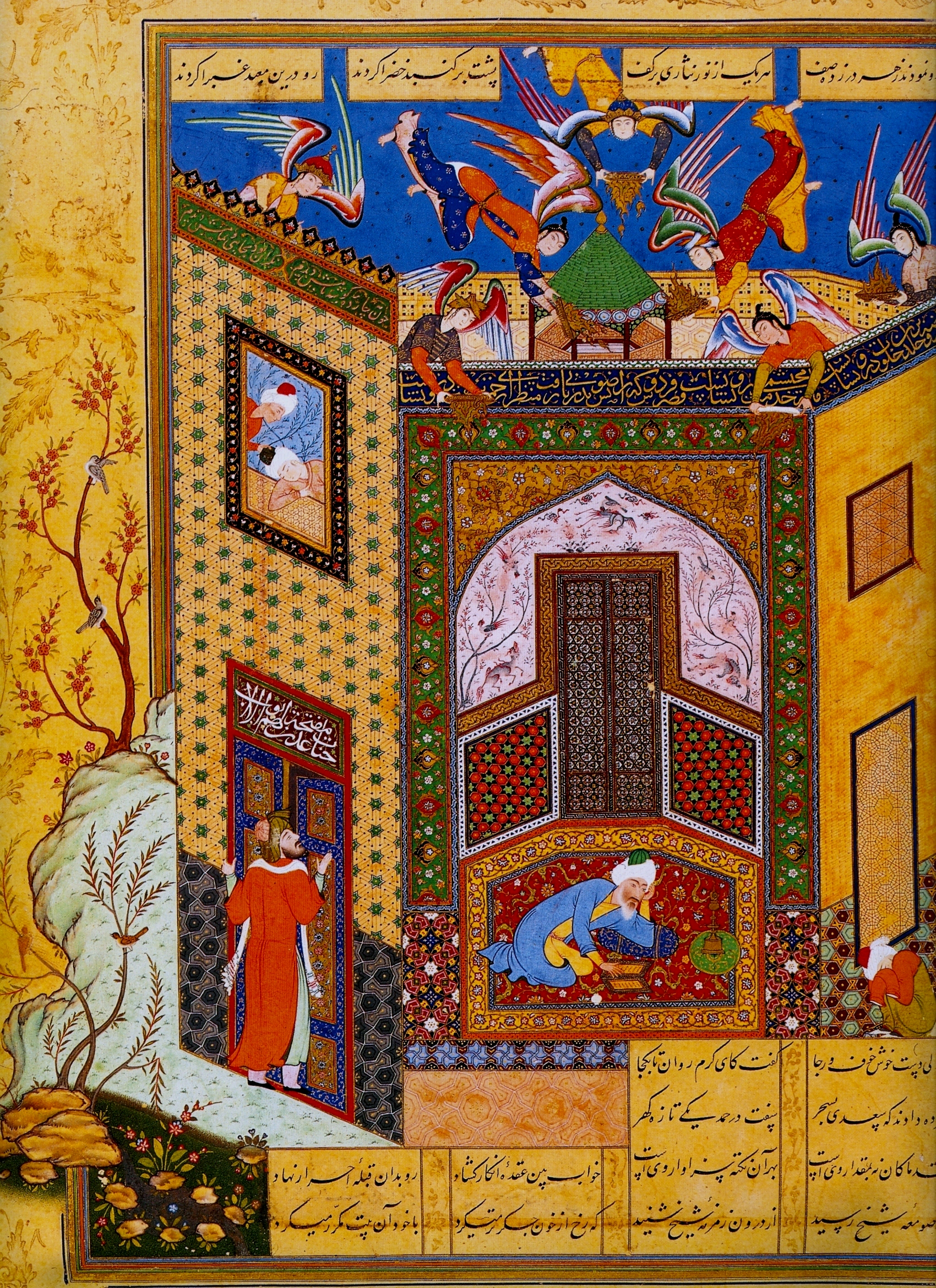
Miniature du Jardin des roses de Djami, réalisée sous le patronage d'Ibrahim Mirza vers 1554. Le poète-soufi se trouve dans le pavillon. Collection de la Sackler Gallery à Washington.

Le prince Ibrahim Mirza est le petit-fils du chah Ismaïl Ier et le fils du prince Bakhram Mirza et donc le neveu du chah Tahmasp Ier. Sa mère est de la dynastie Chirvanchah. Comme d'autres représentants de la dynastie des Séfévides, il exprime son penchant pour les arts de diverses manières: il compose des poèmes, fait de la calligraphie et s'exerce à la peinture, patronne les musiciens, les poètes et les littérateurs, les miniaturistes et les calligraphes. Il entretient sur ses propres deniers une kitabkhaneh (bibliothèque) qui non seulement servait d'atelier d'enluminure et de copie de manuscrits, mais aussi d'école de pensée réunissant les meilleurs esprits de l'époque de la ville.
Ibrahim Mirza a été éduqué à la cour de son oncle, le chah Tahmasp, qui fut un grand mécène. En 1554-1555, Tahmasp nomme son neveu gouverneur de Mechhed, une des villes les plus importantes de son empire. Un firman officialise la nomination du jeune homme âgé de seize ans qui a tout pouvoir sur les finances, l'administration et le gouvernement de ce territoire. Vers 1556, il est fiancé à la fille du chah, Gouhar Sultan Khanoum, qu'il épouse au printemps 1560. Le prince quitte Mechhed en 1563, pour s'installer à Ardabil. En chemin, le jeune prince se met à plaisanter sur sa nouvelle nomination de façon téméraire, ce qui revient aux oreilles du chah et provoque sa colère. Il est finalement envoyé comme gouverneur d'une petite ville du Khorassan. Cette relégation ne dure que quelques années, car il est de retour à Mechhed en 1566, en tant que gouverneur. 
Mais environ deux ans plus tard, il provoque le mécontentement du chah pour avoir accueilli un des fils du chah expulsé de la cour, le prince Mohammad Mirza. Cette fois-ci le prince Ibrahim Mirza est envoyé dans la petite ville de Sabzavar où il demeure jusqu'en décembre 1574, date à laquelle il est nommé dans la nouvelle capitale séfévide, Qazvin, en tant que maître des cérémonies («échik-agassi-bachi»). Après la mort de Tahmasp en 1576, Ibrahim Mirza est impliqué dans une lutte de succession autour du trône et soutient Ismaïl II qui le nomme à la haute fonction de garde des sceaux du chah (mohrdar). Mais peu de temps après, Ismaïl II, se méfiant de la trop grande proximité d'Ibrahim Mirza avec d'autres princes séfévides ambitieux et conspirateurs, l'écarte à son tour, ainsi que les comploteurs. Ibrahim Mirza est tué sur ordre du chah le 23 février 1577. Il avait 37 ans. Ismaïl II, sans doute dérangé mentalement par ses vingt ans de captivité, ne lui survit que neuf mois, car il meurt empoisonné. 

## Mécène

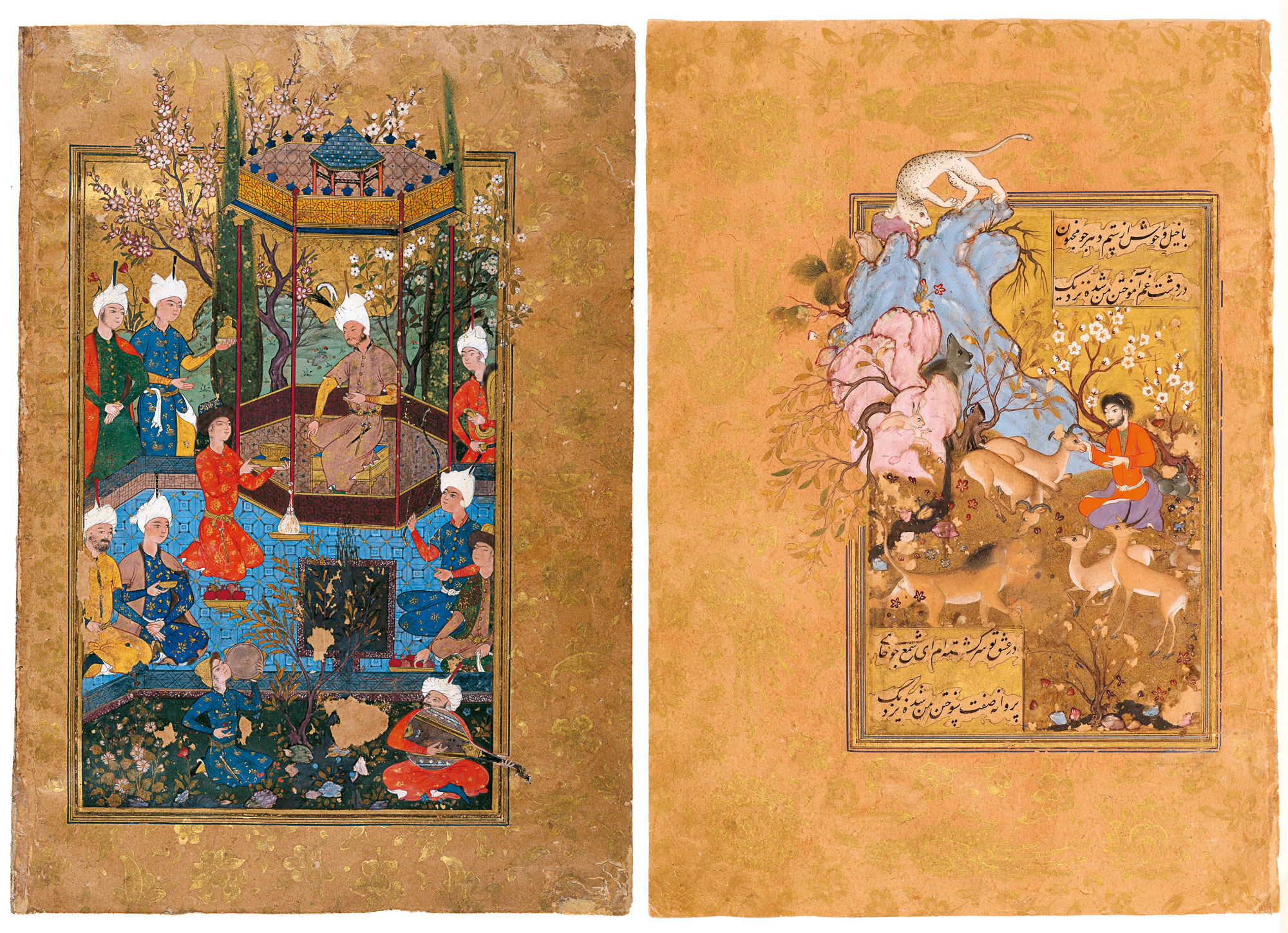
Miniatures du Divan d'Ibrahim Mirza (1582), collection du musée Aga Khan de Genève.

Dès le début de son gouvernorat à Mechhed, Sultan Ibrahim Mirza patronne les arts, passe de longs moments avec des poètes, des musiciens, des compositeurs, des calligraphes et des peintres enlumineurs. C'est à sa cour que brille le poète Sanaï de Mechhed et que servent les musiciens Sultan Mahmoud Tounbaraï ou Kassim Khanouni d'Hérat. L'un des grands résultats de son mécénat, c'est la manuscrit des Sept Trônes (Haft awrang) du poète Djami, composé en 1556-1565. On y trouve vingt-huit illustrations absolument remarquables de la main des meilleurs enlumineurs persans de l'époque. Un autre manuscrit transmis jusqu'à nous est le Nakch-é-badi de Gazali Mechhedi, où l'on trouve deux miniatures réalisées pendant son gouvernorat à Sabzavar en 1574. Les colophons de ces deux manuscrits précisent qu'ils ont été commandés à la kitabkhaneh du prince Ibrahim Mirza, ces manuscrits témoignent donc du fait que peu importe que les temps soient heureux ou malheureux pour le prince, cela ne diminue en rien sa passion pour les arts. Les documents parvenus jusqu'à nous ne recensent que neuf noms de maîtres ayant travaillé à la kitabkhaneh du prince: les calligraphes Chah Mahmoud de Nichapour, Roustam Ali, Mohed Ali (qui était kitabdar, c'est-à-dire chef de la kitabkhaneh), Malik Deylami, Aïchi Echpati et Sultan Mohammad Kandan, ainsi que les illustrateurs-enlumineurs, Abdoulla Chirazi, Cheik Mohammad et Ali Asgar. 
En outre, Ibrahim Mirza avait lui-même la réputation d'un artiste, car il calligraphiait à merveille, dessinait de main de maître et savait orner avec brio les manuscrits, même les couvertures de parchemin. C'était également un poète qui composait en farsi ou en turc. Quelques milliers de ses vers en qassyde ou en gazel ont été réunis dans un Divan (recueil) après sa mort, dont deux copies nous sont parvenues. L'une est à la bibliothèque du Goulistan à Téhéran et l'autre fait partie de la collection du prince Sadrouddin Aga-Khan, à Genève.

## Source de la traduction
- (ru) Cet article est partiellement ou en totalité issu de l’article de Wikipédia en russe intitulé « Султан Ибрагим Мирза » (voir la liste des auteurs).